# Jacques-Vincent Bidal d'Asfeld
Pour les autres membres de la famille, voir Famille Bidal d'Asfeld.
Jacques-Vincent Bidal d'Asfeld, dit l'abbé des Tuiles, né en 1664 et mort à Paris en 1745 est un théologien janséniste.

## Biographie
Issu de la famille Bidal d'Asfeld. Il est fils de Pierre Bidal (1612-16 juillet 1682), marchand de drap et de soie à Paris, bourgeois de Paris, banquier de la reine de Suède, résident de France pour Louis XIV à Hambourg, seigneur de Wildenburg (Willembruck en Poméranie) et Harsefeld (duché de Brême), et de Catherine Bastonneau (1620-21 janvier 1690) avec laquelle il eut six enfants :
- Alexis Bidal d'Asfeld (1654-1689), entre dans l'armée et combat pendant la guerre de Hollande et la guerre de la Ligue d'Augsbourg au cours de laquelle il trouve la mort.
- André Bidal d'Asfeld (1655-1673)
- Étienne Bidal d'Asfeld (?-1722) abbé de l'Escaladieu
- Benoit Bidal d'Asfeld (1658-1715)
- Jacques-Vincent Bidal d'Asfeld
- Claude François Bidal d'Asfeld (1665-1743), maréchal de France

D'abord abbé de la Vieuville de 1688 à 1726, docteur en Sorbonne (1693), il était adepte du jansénisme et fut un des plus ardents appelants de la bulle Unigenitus ; comme tel, mêlé à toutes les controverses religieuses de l'époque. Exclu de la Sorbonne, exilé par lettre de cachet en 1721 à Villeneuve-le-Roi,, au diocèse de Sens, il persista jusqu'à la mort dans sa foi. Très lié avec Duguet, il collabora aux ouvrages que ce dernier publia sur l’Écriture Sainte, sans qu’il soit possible de déterminer d’une manière absolument précise quelle fut sa part de collaboration. Les rédacteurs des Nouvelles ecclésiastiques de 1745, dans la notice élogieuse qu’ils lui ont consacrée, disent de ses écrits : « Nous ne connaissons d’ouvrage qui soit constamment de M. l’abbé d’Asfeld, que la préface du livre des Règles pour l’intelligence des Saintes Écritures ; quelque morceau particulier dans les lettres du Prieur pour la défense de ce même ouvrage, qui est de M. Duguet ; l’analyse (du moins tout le monde assure qu’elle est de lui) qui fait les ive, ve et vie tomes de l’Explication de la prophétie d’Isaïe, par M. Duguet ; enfin l’Explication des livres des Rois et des Paralipomènes, 3 vol. in-12. »  Il a condamné les convulsions et s'est ensuite éloigné du figurisme.

## Œuvre
- Duguet & d'Asfeld, Explication de l'ouvrage des six jours Bruxelles, 1731 (sans nom d’auteur), in-12 ; Paris, 1736 (voir la seconde édition : Paris, François Bauby, 1760 en ligne).
- Duguet & d'Asfeld, Le Livre des Pseaumes : Traduction nouvelle selon l'Hébreu, avec des Sommaires qui en marquent l'Ocasion & le Sujet, & qui en renferment le Sens Littéral & le Sens Spirituel.
- Avant-propos aux Règles pour l'intelligence des saintes Écritures, Paris, 1706, in-12°
- Duguet & d'Asfeld, Explication de cinq chapitres du Deuteronome et des prophéties d'Habacuc et de Jonas, Paris : François Babuty, 1734.
- Duguet & d'Asfeld, , Explication de la prophétie d'Isaïe où, selon la méthode des Saints Pères on s'atache [sic] à découvrir les mystères de Jésus Christ et les règles des mœurs renfermées dans la lettre même de l'Écriture, Paris : François Babuty, 1734, 5 vol.

Outre ces ouvrages, divers auteurs attribuent encore à l’abbé d’Asfeld les écrits suivants : 
1. La Genèse en latin et en français, avec une explication du sens littéral et du sens spirituel, 2 in-12, Paris, 1732 ;
2. la Genèse, en latin et en français, avec une explication du sens littéral et du sens spirituel, Paris, 1732, in-12°, 2 vol.

- Explication des livres des Rois et des Paralipomenes, où on s'attache à découvrir les mystères de J. C. et les Règles des mœurs, par M. M. d'Asfeld et Duguet, Paris, s.n., 1738, 7 vol.
- Explication du Cantique des Cantiques de la Prophétie de Joël, et analyse du livre de Job par M. M. Duguet et d'Asfeld, Paris, Babuty, 1752.
- Lettre de M. l'abbé de Bescherand à M. l'abbé d'Asfeld. (12 février 1733.) - Réponse de M. l'abbé d'Asfeld à M. l'abbé de Bescherand. (21 février 1733.), s. l. n. d., n 4°.
- Règles pour l'intelligence des Saintes-Écritures [par l'abbé J.-J. Duguet, avec une préface par l'abbé J.-V. Bidal d'Asfeld.], Paris : J. Estienne, 1716.
- Oratio ab amplissimo Rectore M. Joanne-Gabriele Petit Demontempuis, Baccalaureo Theologo, Socio Sorbonico, Habita In Comotiis généralibus Universitatis die 22 Junii anni 1716, suffragiis vero quatuor Nationum in Comitiis apud Mathurinenses die 23, ejusdem mensis habitis, jussa describi in Commentariis [Précédée d'un avertissement en français et suivie d'une lettre de M. l'Abbé d'Asfeld du 26 mars 1714]
- Vains efforts des mélangistes ou discernans dans l'œuvre des Convulsions, pour défendre le système du Mélange..., 1731.